# جووانی گالینی
جووانی آندرئا باتیستا گالینی (ایتالیایی: Giovanni Andrea Battista Gallini؛ ‏ ۷ ژانویهٔ ۱۷۲۸ – ۵ ژانویهٔ ۱۸۰۵) که بعدها با نام جان اندرو گالینی (انگلیسی: John Andrew Gallini) شناخته می‌شد، طراح رقص، هنرمند رقص و مدیر و برنامه‌ریز اپرا و باله ایتالیایی بود که پس از یک اجرای موفقیت‌آمیز، در سال ۱۷۸۸ «نشان مهمیز زرین» از پاپ پیوس ششم دریافت نمود.
او با همکاری یوهان کریستیان باخ و کارل فریدریش آبل در سال ۱۷۷۴ هَـنوور اسکوئر رومز را بنیان نهاد.